# Frode Laursen-Gruppen
 Der er for få eller ingen kildehenvisninger i denne artikel, hvilket er et problem. Du kan hjælpe ved at angive troværdige kilder til de påstande, som fremføres i artiklen.

FL-Group er en dansk, familieejet transport- og logistikvirksomhed, som er en leverandør af totale logistikløsninger i Norden, hvor dagligvarer er det største segment. Virksomhedens hovedkontor er placeret i Vitten nordvest for Aarhus, hvor meget af den daglige drift styres fra.

## Kerneområder
Kerneforretningen er logistikløsninger inden for:
- Dagligvarer, tørvarer, kølevarer og frosne varer
- Lagerhotel
- Byggematerialer
- Genbrugsmaterialer
- Silo og bulk
- Transport af farligt gods

Det primære område er logistikløsninger i Norden og transportløsninger mellem Norden og resten af Europa.

## Gruppens selskaber
FL-Group omfatter:
- Frode Laursen A/S – 100 % ejet
- IN-STORE A/S - 100 % ejet[2]
- Nielsen & Sørensen – Frode Laursen GmbH - 100 % ejet[3][4]
- Skanol A/S – 50 % ejet[5]
- Agri-Norcold A/S - 57 % ejet[6][7]

Frode Laursen A/S: udgør den største del af aktiviteterne i FL-Group og omfatter FMCG (dagligvare) logistik i Norden samt Nordtyskland med eget lager. Der tilbydes[er denne påstand neutral?] en samlet logistikløsning med afhentning fra fabrik i Europa til enten butik eller centrallager i hele Norden via virksomhedens lagerhoteller og distributionscentre. Desuden omfatter virksomheden aktiviteter inden for byggelogistik i Norden og Tyskland.
IN-STORE A/S: IN-STORE står blandt andet for produktdemonstrationer, hyldeopfyldning, opbygning af kampagneudstillinger samt analyse af timeforbrug i dagligvarebutikker. 
Nielsen & Sørensen – Frode Laursen GmbH: Kerneforretningen er silo- og genbrugstransporter i Norden og Tyskland, 
Skanol A/S: En af de største transportører af farligt gods på tankvogne i Danmark og med aktiviteter i Sverige og Norge. SKANOL er ejet 50 % af Uno-X og 50 % af Frode Laursen-Gruppen.
Agri Norcold A/S: Agri Norcold har Nordeuropas største frysehus til dagligvarer i Vejen og i alt 750.000 m3 frostlager i Danmark fordelt på 8 lokationer.

## Segmenter
- FMCG/Dagligvarer – transport, distribution og lager af dagligvarer i hele Norden. Segmentet dækker store dele af kædens behov fra indtransport, warehouse, sortimentspakning, egen distribution til den enkelte butik eller grossist samt distribution for grossisterne.
- Butiksaktiviteter – dækker den sidste del af kædens behov i form af aktiviteter i butikker, for at varerne ender i kundens kurv.
- Frysehus – indfrysning, frostvarehåndtering og lagring af fødevarer på frostterminaler i Danmark for fødevareindustrien.
- Byggematerialer – transport til ethvert byggeri fra tidspunktet, hvor jordarbejdet er færdigt, til byggeriet står færdigt. Levering af fx stål, betonelementer, isolering, profiler, kabler, vinduer og lofter direkte til byggeplads.
- Farliggods – distributions- og logistikløsninger indenfor ADR-gods transporteret på tankvogn i Norden, bl.a. olie- og benzinleverancer til tankstationer, olie til private villaer, industrikunder, vognmænd, entreprenører, landbrug, bunkring af skibe etc.
- Silo – transport af ”food” og ”nonfood” i silo-biler, fx mel, kaffe, korn, vejsalt, gødning, cement etc.
- Recycling – transporter mellem affaldsdepoter og sorteringscentraler med walking floor eller tip-biler. Der transporteres typisk industriaffald - såsom emballageaffald -, foderstoffer, gødning o. lign.

## Omsætning
FL-Group's samlede omsætning:[kilde mangler]
| År   | Omsætning i DKK |
| ---- | --------------- |
| 2008 | 1,4 mia.        |
| 2009 | 1,4 mia.        |
| 2010 | 1,7 mia.        |
| 2011 | 2,0 mia.        |
| 2012 | 2,2 mia.        |

## Lokationer
- Danmark: Hørning, Vitten, Jyderup, Tølløse, Vejle, Odense og Hedehusene
- Sverige : Åstorp ved Helsingborg og Angered ved Göteborg
- Tyskland: Flensborg/Hannover
- Finland: Kerava ved Helsinki
- Polen: Szcezcin
- Norge: Oslo

## Historie
Der er for få eller ingen kildehenvisninger i Historie, hvilket er et problem. Du kan hjælpe ved at angive troværdige kilder til de påstande, som fremføres.

1948: Vognmand Frode Laursen fra Vitten ved Hinnerup grundlægger sit transportfirma under navnet Vitten Heste- og Kreaturtransport. 
1970: Frode Laursen indgår aftale om transport og distribution af dagligvarer for Dansk Supermarked og Frisko, og firmaet bliver omdannet til et aktieselskab.
1980: Vognmand Frode Laursen dør, og sønnen Niels Laursen bliver direktør for Frode Laursen A/S. 
1988-89: Thorkil Andersen køber i 1988 halvdelen af aktierne i Frode Laursen A/S og bliver samtidig direktør sammen med Niels Laursen. Året efter køber Thorkil Andersen de sidste aktier i firmaet og bliver eneaktionær. Niels Laursen udtræder af firmaet. 
2000: Det første lagerhotel etableres i Jyderup, og Frode Laursen A/S kan nu tilbyde lagerplads for dagligvareleverandører. 70 % af IN-STORE opkøbes. 
2001: 50 % af Skanol opkøbes. Lager i Vejle til trailere og byggemateriale etableres.
2005: Nye lagre i Jyderup og Angered (Göteborg) bygges.
2006: Lager i Åstorp (Helsingborg) etableres.
2007: Afdeling og lager i Kerava (Helsinki) etableres. FL Polska i Szcezcin starter op.
2010: Opkøb af logistikvirksomheden Nielsen og Sørensen GMBH i Flensborg, lagerhotellet Pack Scandinavia i Odense og transportfirmaet Elementtransporten A/S.
2011: Etableres i Oslo
2012: 57 % af Agri Norcold A/S opkøbes. 